# Gare de Bunbury
La gare de Bunbury est de 1894 à 1996, la gare principale de Bunbury et le terminus du Australind service ferroviaire de passagers à partir de Perth. Le bâtiment de la gare est maintenant connu comme la Vieille gare de Bunbury, la nouvelle gare se trouve désormais un peu plus à l'est.

## Situation ferroviaire
La gare de Bunbury est située sur la ligne Australind après la gare de Brunswick Junction
Elle est l'un des terminus de la ligne à voie unique.

## Histoire
La ligne de chemin de fer atteint Bunbury en 1891, mais c'est en 1894 que les premiers trains tractés par des locomotives à vapeur circulent sur la relation Perth - Bunbury.
En 1904, le premier bâtiment est détruit par un incendie et remplacé par un nouveau.

## Service des voyageurs

### Desserte
La gare est desservie quotidiennement par le train Australind qui effectue deux aller-retour sur la relation Perth - Bundbury.

## Patrimoine ferroviaire
L'ancien bâtiment voyageurs reconstruit en 1904, est toujours présent sur le site de la première gare à proximité du centre-ville. Il est utilisé comme gare routière pour les bus et comme bureau d'accueil de Bunbury.
Galerie de photographies

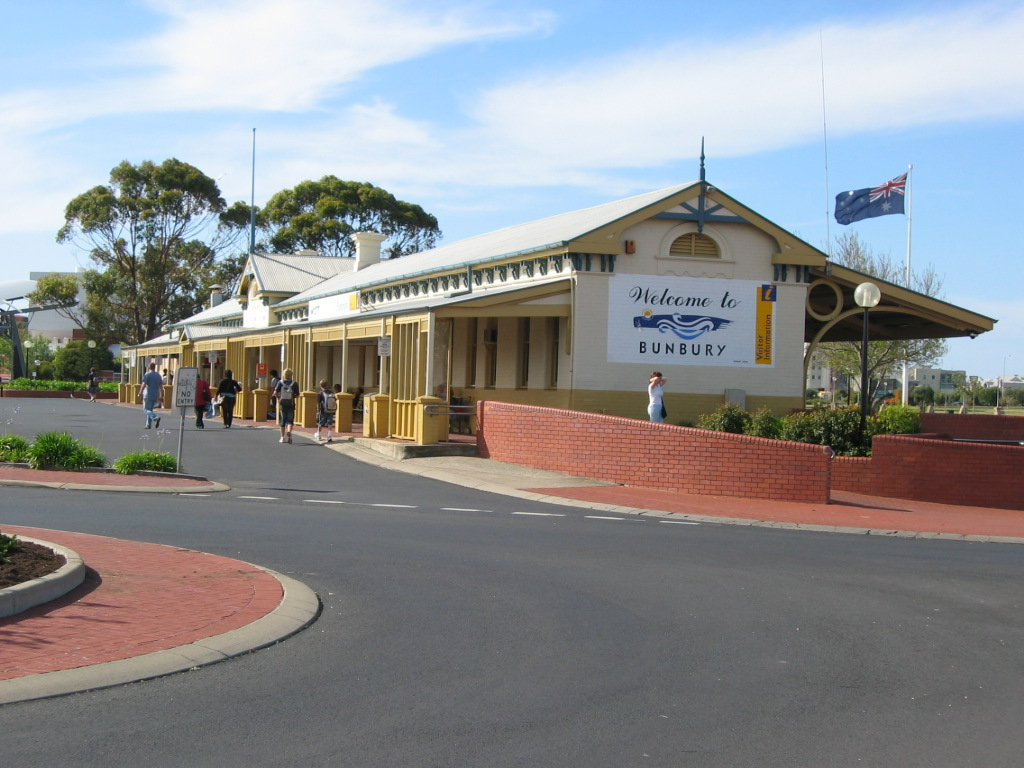
Ancienne gare
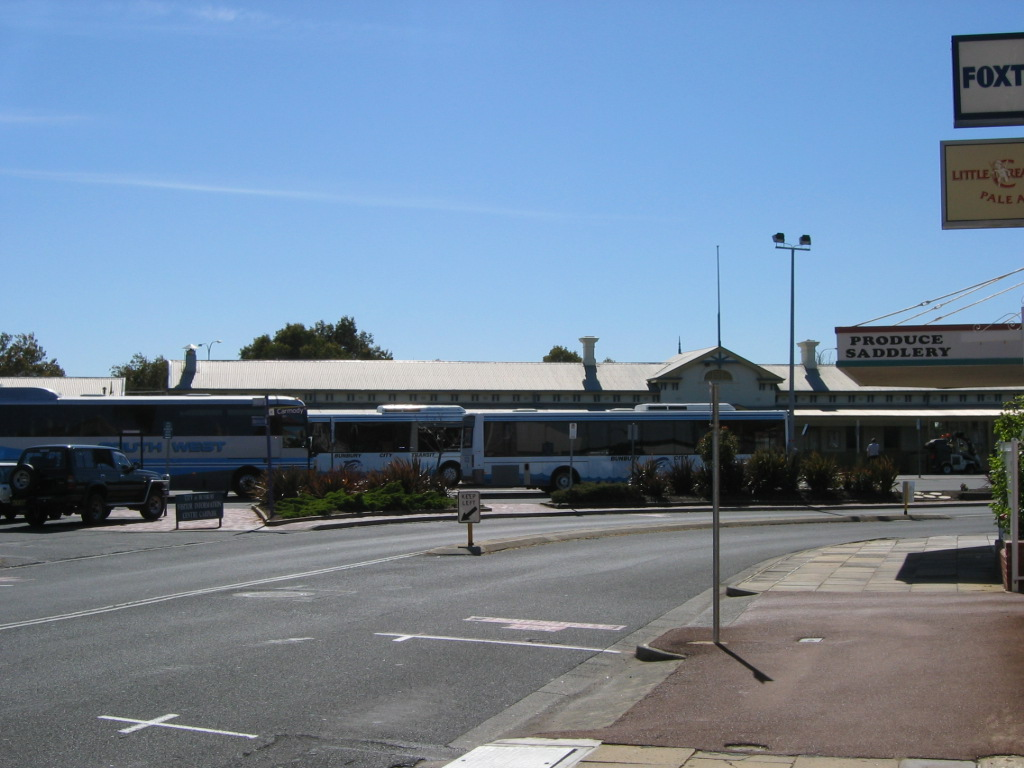
Bus devant l'ancienne gare
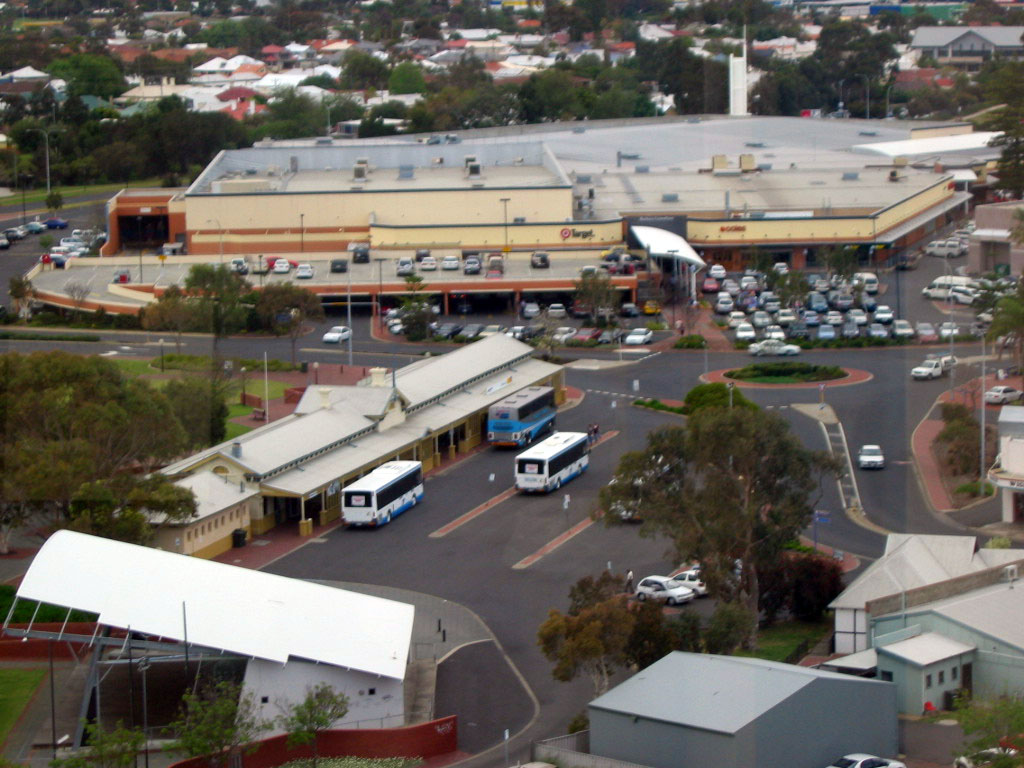
Ancienne gare vue d'ensemble